# Choluteca (gmina)
Choluteca – gmina (municipio) w południowym Hondurasie, w departamencie Choluteca. W 2010 roku zamieszkana była przez ok. 459 tys. mieszkańców. Siedzibą administracyjną jest miasto Choluteca.

## Położenie
Gmina położona jest w południowej części departamentu. Graniczy z Nikaraguą od południa, Zatoką Fonseca od południowego zachodu i 9 gminami:
- Marcovia od zachodu,
- San Lorenzo od północnego zachodu,
- Pespire, Orocuina i Apacilagua od północy,
- El Corpus, Santa Ana de Yusguare, Namasigue, El Triunfo od wschodu.

## Miejscowości
Według Narodowego Instytutu Statystycznego Hondurasu na terenie gminy położone były następujące miasta i wsie:

- Choluteca
- Agua Caliente de Linaca
- Copal Abajo
- Copal Arriba
- El Apintal
- El Carrizo
- El Palenque
- El Papalón
- El Pillado
- El Terrero Blanco
- El Trapiche
- Fray Lázaro
- Hato Nuevo
- La Castaña
- La Picota
- Linaca
- Madrial
- Pavana
- San José de La Landa
- San Martín
- San Rafael
- San Ramón Abajo
- San Ramón Arriba
- Santa Rosa de Sampile
- Tapaire
- Tapatoca

## Demografia
Według danych honduraskiego Narodowego Instytutu Statystycznego na rok 2010 struktura wiekowa i płciowa ludności w gminie przedstawiała się następująco:
| Wiek      | 0–3    | 4–6    | 7–12   | 13–17  | 18–24  | 25–64  | 65+  | razem   |
| Choluteca | 17 270 | 12 071 | 23 310 | 19 778 | 25 926 | 63 457 | 7300 | 169 113 |
| Mężczyźni | 8840   | 6160   | 11 924 | 9 962  | 13 028 | 30 080 | 3193 | 83 188  |
| Kobiety   | 8430   | 5911   | 11 386 | 9816   | 12 898 | 33 377 | 4107 | 85 925  |